# وونی (فرانسه)
وونگنیز (به فرانسوی: Vongnes) یک کمون در فرانسه است که در ان (اوورنی-رون-آلپ) واقع شده‌است. وونگنیز ۲٫۰۵ کیلومتر مربع مساحت دارد ۳۲۰ متر بالاتر از سطح دریا واقع شده‌است.